# Балет пуль
«Балет пуль» (англ. Bullet Ballet, яп. バレット・バレエ) — фильм японского кинорежиссёра Синъи Цукамото; чёрно-белая драма о склонной к самоубийству девушке и мужчине средних лет, с характерными режиссёрскими приёмами Цукамото — «трясущейся» камерой и «рваным» монтажом. Композитором ленты выступил давный коллаборатор Синъи Цукамото — Тю Исикава, работающий в жанре индастриал.

## Сюжет
Офисный работник Года возвращается домой и узнаёт, что женщина, с которой он прожил более десяти лет, покончила жизнь самоубийством. Герой бродит по Токио в поисках утешения и спасает от смерти под колёсами поезда юную девушку Тисато. Последовав за своей новой знакомой, он сталкивается с её друзьями — молодыми бандитами во главе с Гото, которые избивают Года и отнимают его деньги. Движимый непреодолимым желанием отомстить, клерк делает несколько безуспешных попыток купить пистолет. Отчаявшись получить настоящее оружие, он из промышленного мусора и запчастей собирает собственный револьвер.
Года вторгается в бандитский притон и требует у Тисато свои деньги. За этим занятием его застаёт Гото. Клерк пытается в него стрелять, но самодельное оружие подводит героя и его избивают во второй раз. Через несколько дней Года встречает у дверей своей квартиры бывшую проститутку Кирику. Она рассказывает клерку о своей проблеме с визой и предлагает оружие в обмен на бракосочетание. Герой соглашается и получает короткоствольный шестизарядный револьвер. Предприняв третье нападение на обидчиков, он вмешивается в их драку с враждебной бандой и ранит одного из её членов, в ответ получив удар битой по голове. Оказывая ответную любезность, предводитель молодых бандитов Идеи приказывает Гото и Тисато отвезти Года домой.
Очнувшись, герой сетует на самоубийство своей подруги. Гото теряет терпение и обвиняет Года в эгоизме и нечуткости к его любимой. Герой делает неудачную попытку самоубийства. Через некоторое время Идеи приказывает Гото совершить убийство. Бандит, всегда не раздумывая пускавший в ход кулаки, не решается спустить курок. Терзаемый собственным бессилием, Гото стреляет в невиновного боксёра, который действовал бандиту на нервы слишком сильными ударами по груше. Результатом этого безрассудного поступка стало появление профессионального киллера Кудо, который начал убивать членов банды Идеи одного за одним.
Предчувствуя опасность, Тисато попросила у Года защиты. Вооружённый клерк пришёл в притон Идеи и приготовился встретить киллера. Герою удалось отбить нападение Кудо, но киллером были расстреляны все люди Идеи, включая его самого. В живых остался Гото, принявшийся горько рыдать над телами убитых друзей, и Года с Тисато, которые, попрощавшись, разошлись в разные стороны.

## Актёры
- Синъя Цукамото — Года
- Кирина Мано — Тисато
- Такахиро Мурасэ — Гото
- Тацуя Накамура — Идеи
- Кёка Судзуки — Кирика
- Хисаси Игава — Кудо

## Реакция
Критик Variety Дэвид Руи отметил: «режиссёр придерживается холодного, тревожного настроения с порывистым монтажом и саундтреком из жёсткого металлического шума». По мнению Руни, в своей ленте Цукамото «изображает Токио как насильственный сон, по которому в бессмысленном и разочаровывающем поиске мести дрейфует главный герой». Рецензент Time Out написал: «Года — характерная роль: червь среднего класса, превращающийся в пистолетного наркомана, зацикленного на мести банде уличных панков». По словам обозревателя, картину отличает «промышленно-примитивная эстетика <…> нашедшая кульминацию в меланхолии смерти».
- 1998 — Гран-при на Международном кинофестивале в Хихоне (Синъя Цукамото) — номинация[5]
- 1998 — Гран-при жюри на Международном фестивале фантастических фильмов в Швеции (Синъя Цукамото) — победа[5]
- 1999 — Премия «Серебряный экран» на Международном кинофестивале в Сингапуре (лучший азиатский художественный фильм) — номинация[5]
- 2001 — Приз фестиваля лучшему новому таланту на Кинофестивале в Йокогаме (Кирина Мано) — победа[6]